# Tiến Đức
Tiến Đức là một xã thuộc huyện Hưng Hà, tỉnh Thái Bình, Việt Nam.
Xã có diện tích 7,53 km², dân số năm 1999 là 8160 người, mật độ dân số đạt 1084 người/km².